# Minerały uranylu
Minerały uranylu – grupa minerałów uranu zawierających kation uranylowy, [UO2]2+. Minerały uranylu należą do gromady VI minerałów – soli kwasów tlenowych. Ze względu na zawartość uranu są minerałami promieniotwórczymi. W skałach magmowych oraz w strefach charakteryzujących się niskim potencjałem redoks uran występuje w postaci U4+, natomiast w warunkach podwyższonego Eh utlenia się do U6+ i wówczas tworzy się jon uranylowy [UO2]2+. W tej postaci jest przenoszony przez wody hydrotermalne i inne wody podziemne, a także przez powierzchniowe spłukujące go do mórz i oceanów. W przypadku osiągnięcia przez te roztwory odpowiedniej koncentracji, zależnie od ich składu chemicznego, mogą krystalizować: wodorotlenki, węglany, siarczany, seleniny, telluryny, fosforany, arseniany, wanadany, molibdeniany, krzemiany i pokrewne minerały uranylu. Dochodzi do tego w strefach dużej koncentracji U6+, np. w strefie utleniania złóż uraninitu itp. Jon uranylowy, przenoszony przez wody spływające po powierzchni Ziemi, zostaje w dużej części zatrzymany przez świat żyjący. W trakcie rozkładu jego szczątków do chodzi do redukcji U6+ do trudniej rozpuszczalnego U4+. Powoduje to duża koncentrację zawartości U4+ w popiołach niektórych węgli (do 1%), asfaltytów (do 0,01%) i w fosforytach (do 650 g/t). Spośród skał osadowych najwięcej uranu zawierają skały ilaste i ich odmiany przejściowe ku kaustobiolitom. Niekiedy zawierają uran w ilości do 1250 g/t.

## Charakterystyka
Elementem chemicznym i wyróżniającym tę grupę minerałów jest kation [UO2]2+, który występuje w łączności z grupą hydroksylową [OH]− lub innym złożonym anionem tlenowym, np. [CO3]2−, [SO4]2−. Są to minerały genetycznie spokrewnione; często razem współwystępują.

### Klasyfikacja
Ze względu na liczebność i odrębności strukturalne minerały uranylu zostały podzielone na osiem klas:
- Klasa 1. Wodorotlenki uranylu i pokrewne: np. becquerelit 6(UO2)(OH)2 • Ca(OH)2, curit 3PbO • 8UO2 • 4H2O
- Klasa 2. Węglany uranylu i pokrewne: np. rutherfordyn (UO2)CO3, sharpit (UO2)CO3 • H2O
- Klasa 3. Siarczany, seleniny, telluryny uranylu i pokrewne: np. johannit Cu(UO2)(OH)10SO4 • 12H2O, marthozyt Cu(UO2)3(SeO3)3(OH)2 • 7H2O, cliffordyt (UO2)(Te3O8)
- Klasa 4. Fosforany uranylu i pokrewne: np. autunit Ca(UO2)(PO4)2 • 10H2O, torbernit Cu(UO2)(PO4)2 • 10H2O, uranocirit Ba(UO2)(PO4)2 • 10H2O
- Klasa 5. Arseniany uranylu i pokrewne: np. zeuneryt Cu(UO2)(AsO4)2 • 10-16H2O, walpurgit (BiO)4(UO2)(AsO4)2 • 3H2O
- Klasa 6. Wanadany uranylu i pokrewne: np. karnotyt K2(UO2)2(VO4)2 • 4H2O
- Klasa 7. Molibdeniany uranylu i pokrewne: np. moluranit H4UIV(UO2)3(MoO4)7 • 18H2O
- Klasa 8. Krzemiany uranylu i pokrewne: np. skłodowskit MgH2(UO2)(SiO4)2 • 3H2O, uranofan (H3O)Ca(UO2)(SiO4)2 • 3H2O

### Galeria

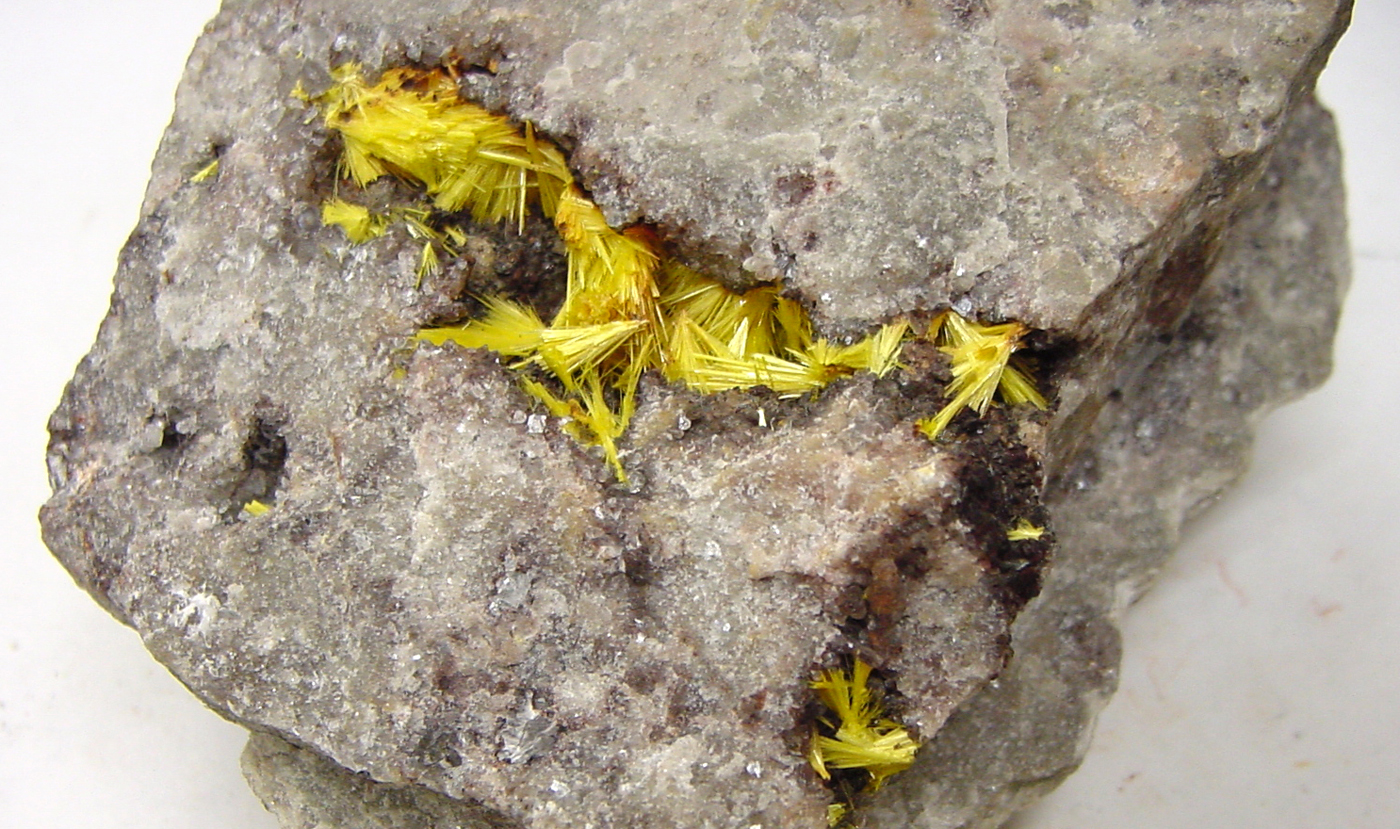
Uranofan
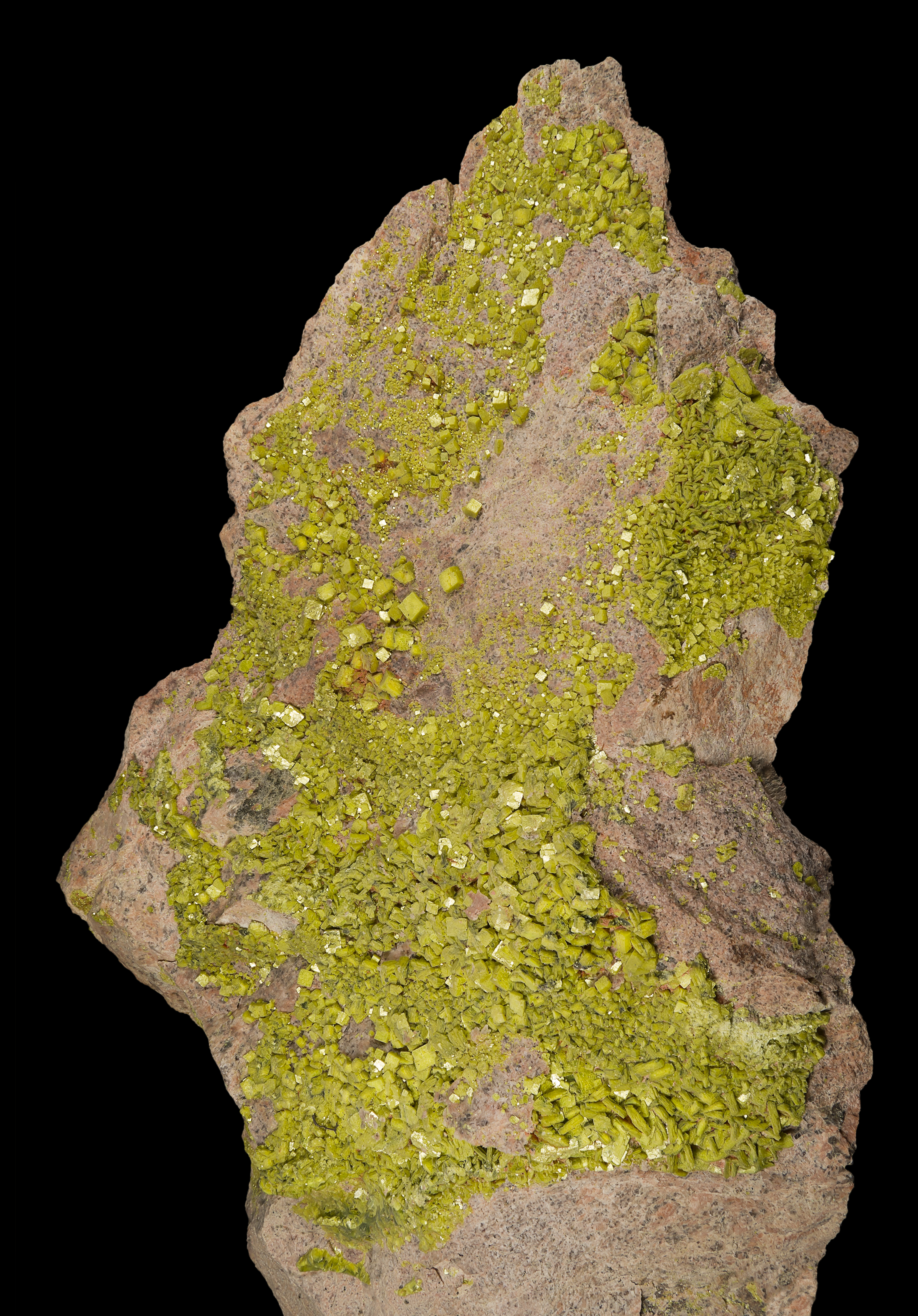
Autunit
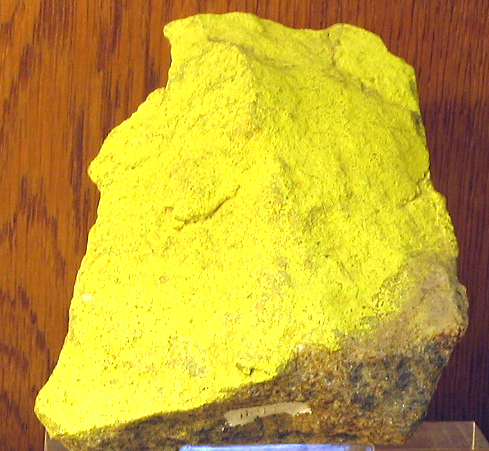
Karnotyt
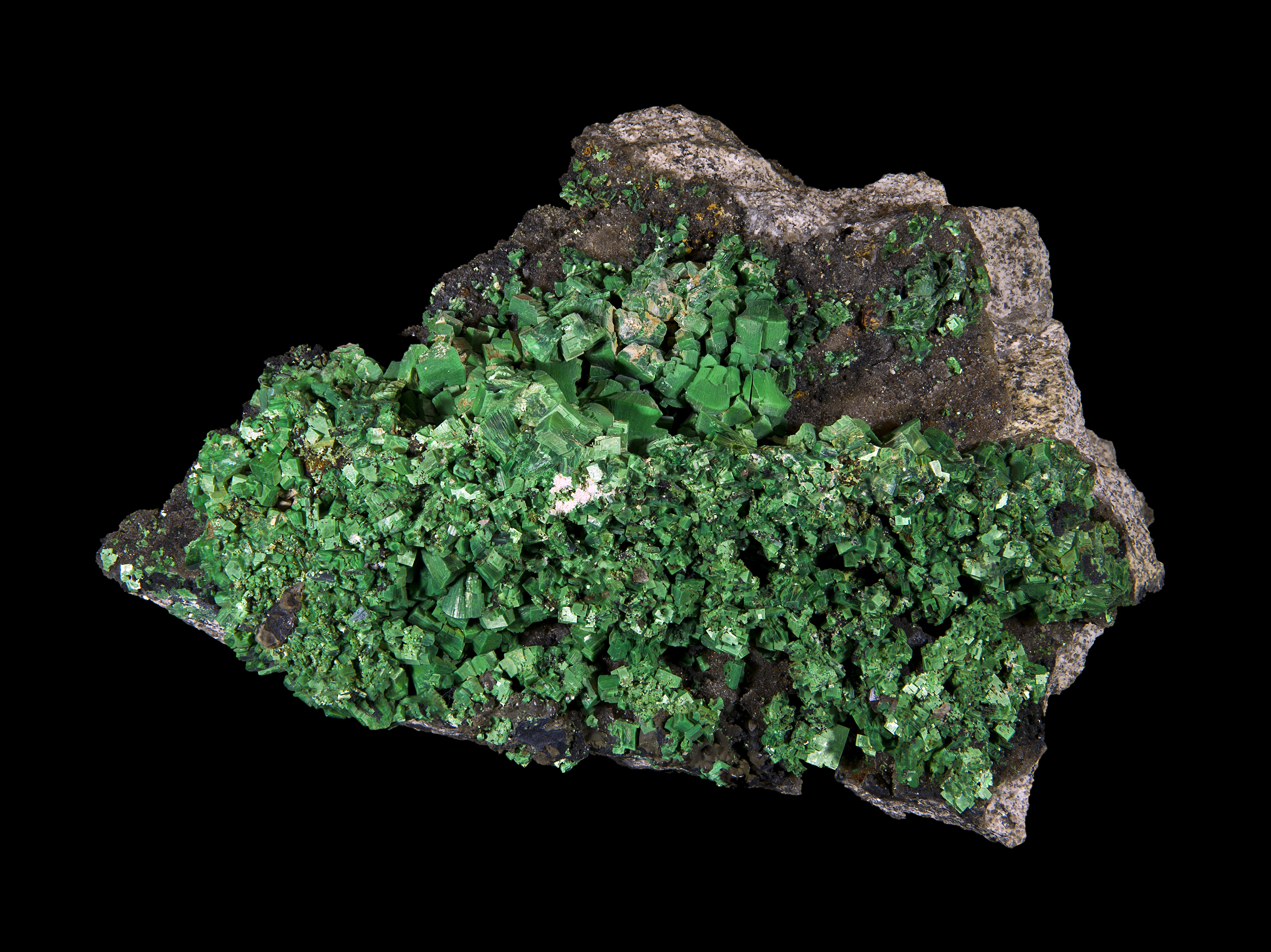
Torbernit

### Występowanie
Głównie strefy utleniania utworów hydrotermalnych, pegmatyty, skały osadowe. 
W świecie – Kabwe (dawniej Broken Hill) (Zimbabwe), Otavi (Namibia), Kasolo (Zair), Wölsendorf (Bawaria), Vileneuve (Kanada), Wielkie Jezioro Niedźwiedzie (Kanada), piaskowce jurajskie w stanach Kolorado, Utah, Nowy Meksyk (USA), Jáchymov (Czechy).
W Polsce – Kowary, Karpacz, Szklarska Poręba, Trzcińsko k. Jeleniej Góry, Skalna Brama (Karkonosze), Kletno (Masyw Śnieżnika); Miedzianka (Rudawy Janowickie), Radoniów (Pogórze Izerskie); Rudki k. Nowej Słupi (Góry Świętokrzyskie).